# Ouratea spruceana
Ouratea spruceana är en tvåhjärtbladig växtart som beskrevs av Adolf Engler. Ouratea spruceana ingår i släktet Ouratea och familjen Ochnaceae. Inga underarter finns listade i Catalogue of Life.